# Haciendas de Tequisquiapan Residencial
Haciendas de Tequisquiapan Residencial är en ort i Mexiko.   Den ligger i kommunen Tequisquiapan och delstaten Querétaro Arteaga, i den centrala delen av landet, 150 km nordväst om huvudstaden Mexico City. Haciendas de Tequisquiapan Residencial ligger 1 891 meter över havet och antalet invånare är 186.
Terrängen runt Haciendas de Tequisquiapan Residencial är platt åt nordost, men åt sydväst är den kuperad. Haciendas de Tequisquiapan Residencial ligger nere i en dal. Runt Haciendas de Tequisquiapan Residencial är det ganska tätbefolkat, med 129 invånare per kvadratkilometer. Närmaste större samhälle är Tequisquiapan, 6,3 km söder om Haciendas de Tequisquiapan Residencial. Omgivningarna runt Haciendas de Tequisquiapan Residencial är en mosaik av jordbruksmark och naturlig växtlighet.